# 3602 Lazzaro
3602 Lazzaro (1981 DQ2) là một tiểu hành tinh vành đai chính được phát hiện ngày 28 tháng 2 năm 1981 bởi S. J. Bus ở Siding Spring.